# 藤本将道
藤本 将道（ふじもと まさみち、1996年8月29日 - ）は、日本の俳優、歌手、ダンサー。宮城県出身。株式会社ART ONE Entertainment所属。5人組ダンス&ボーカルグループ・5IN のラッパー。

## 人物
- 身長174cm。体重60kg。血液型A型。
- 小学生のときにダンスを始め、20代前半[いつ?]はプロのダンサーとして様々なアーティストのLIVEのバックダンサーを務める。
- 現在[いつ?]は5人組ダンス&ボーカルグループ5INのメンバーであり、ラップを担当している。
- 中学生のときに器械体操を始め、地元宮城県の大会などで優秀な成績を収める[要出典]。
- 趣味は音楽鑑賞、ファッション、アニメ。好きなアニメは『僕のヒーローアカデミア』。好きなアーティストはSIRUP。
- 2013年、俳優集団NAKED BOYZのメンバーとなる。2015年、NAKED BOYZを卒業。
- 2016年からダンス・ボーカルユニットAiRootのメンバーとして活動。2018年、ユニットをAi-Routeとして再出発させる。最年少メンバーでありながらダンスリーダーを務める。

## 出演

### バックダンサー
- スーパーチャンプル（中京テレビ）
- S.Q.P 2017 SUMMER（両国国技館）
- TSUKIPURO LIVE 2018 SUMMER CARNIVAL（富士急ハイランド コニファーフォレスト）

### モデル
- ナルミヤ・インターナショナル ブルークロススーパーボーイズオーディション 東日本予選 グランプリ[1]
- ダンチュー
- REPIDO

### 舞台
- フラボーイ（2012年5月、築地本願寺ブティストホール） - 上遠野章 役
- ダンスレボリューション〜ホントのワタシ（2012年8月 - 9月、銀座みゆき館劇場） - きょうた 役
- 大津皇子〜飛鳥よ、幼子の寝息が如く〜（2013年3月、池袋シアターグリーン） - 久仁麻呂 役
- NAKED BOYZ ACT V 〜佐川男子〜（2013年5月、築地本願寺ブティストホール） - 大川悠斗 役[2]
- NAKED BOYZ ACT VII 〜佐川男子〜（2014年1月、築地本願寺ブティストホール） - 大川悠斗 役[3][出典無効]
- 薄桜鬼SSL 〜THE STAGE ROUTE 斎藤一〜（2017年4月、シアターサンモール）
- good and evil（2017年6月、六行会ホール）
- きみのたそがれ、僕等ノ茜雲（2017年9月、渋谷 SHIDAX CULTURE HALL） - カワカミリュウジ 役
- ふしぎ遊戯 -蒼ノ章-（2018年10月、全労済ホール スペース・ゼロ）

### 映画
- 日中国交正常化40周年記念作品 どこへ！〜ああ、満州の地平線・十五歳の夏〜（2013年） - 生徒 役

### テレビ番組
- 今夜はアリエナイト「ヒョンブ食堂」（2014年、フジテレビ） - ビ・ビンバ 役

### テレビドラマ
- 家族狩り（2014年、TBS） - 不良 役

### DVD
- エクササイズDVD「ダンス with 佐川男子」センター（2014年、ソニー・ミュージックレコーズ）